# Loxosceles jaca
Loxosceles jaca là một loài nhện trong họ Sicariidae.
Loài này thuộc chi Loxosceles. Loxosceles jaca được miêu tả năm 1983 bởi Gertsch & Ennik.